# Liste der Erzbischöfe von Valladolid
Die folgenden Personen waren Bischöfe und Erzbischöfe von Valladolid (Spanien):

## Bischöfe von Valladolid
- Bartolomé de la Plaza (1596–1600)
- Juan Bautista Acevedo Muñoz (1601–1606)
- Juan Vigil de Quiñones y Labiada (1607–1616) (dann Bischof von Segovia)
- Francisco Sobrino Morillas (1616–1618)
- Enrique Pimentel Zúñiga (1619–1623) (dann Bischof von Cuenca)
- Alfonso López Gallo (1624–1627)
- Juan Torres de Osorio (1627–1632)
- Gregorio Pedrosa Casares OSH (1633–1645)
- Juan Merino López OFM (1647–1663)
- Francisco de Seijas Losada (1664–1670)
- Jacinto de Boada y Montenegro (1670–1671)
- Gabriel de la Calle y Heredia (1671–1682)
- Diego de la Cueva y Aldana (1683–1707)
- Andrés Orueta Barasorda (1708–1716)
- José de Talavera Gómez de Eugenio OSH (1716–1727)
- Julián Domínguez y Toledo (1728–1743)
- Martín Delgado Cenarro y Lapiedra (1743–1753)
- Isidoro Cossío Bustamente (1754–1768)
- Manuel Rubín Celis (1768–1773) (dann Bischof von Cartagena)
- Antonio Joaquín Soria (1773–1784)
- Manuel Joaquín Morón (1785–1801)
- Juan Antonio Pérez Hernández de Larrea (1802–1803)
- Vicente José Soto y Valcárce (1803–1818)
- Juan Baltasar Toledano (1824–1830)
- José Antonio Rivadeneira (1830–1856)

## Erzbischöfe von Valladolid
- Luis de la Lastra y Cuesta (1857–1863) (dann Erzbischof von Sevilla) (erster Erzbischof, Kardinal)
- Juan de la Cruz Ignacio Moreno y Maisonave (1863–1875) (dann Erzbischof von Toledo)
- Fernando Blanco y Lorenzo OP (1875–1881)
- Benito Sanz y Forés (1881–1889) (dann Erzbischof von Sevilla)
- Mariano Miguel Gómez Alguacil y Fernández (1889–1891)
- Antonio María Kardinal Cascajares y Azara (1891–1901) (dann Erzbischof von Saragossa)
- José Kardinal Cos y Macho (1901–1919)
- Remigio Gandásegui y Gorrochátegui (1920–1937)
- Antonio García y García (1938–1953)
- José García y Goldaraz (1953–1970)
- Felix Romero Menjibar (1970–1974)
- José Delicado Baeza (1975–2002)
- Braulio Rodríguez Plaza (2002–2009) (dann Erzbischof von Toledo)
- Ricardo Kardinal Blázquez (2010–2022)
- Luis Javier Argüello García (seit 2022)